# Lista de personagens de Outlander
A seguir, é apresentada uma lista de personagens da série Outlander de Diana Gabaldon, começando com o romance Outlander, de 1991. A história se concentra na enfermeira do século XX, Claire Randall, que viaja para a Escócia do século XVIII e encontra aventura e romance com o elegante Jamie Fraser. Uma mistura de vários gêneros, a série apresenta elementos de ficção histórica, romance, aventura, mistério e ficção científica/fantasia.  Em agosto de 2014, o canal a cabo Starz, com sede nos EUA, estreou uma adaptação em série de TV baseada nos romances. 

## Personagens principais
| Personagem                                      | Descrição | Primeira aparição         | Ator                  |
| ----------------------------------------------- | --- | ------------------------- | --------------------- |
| Claire Beauchamp Randall-Fraser                 | Enfermeira prática e independente da década de 1940 que se encontra nas Terras Altas da Escócia na década de 1740. Já casada com Frank Randall, ela se apaixona por Jamie Fraser e se torna sua esposa no passado. Ela é uma médica natural talentosa e uma botânica amadora, habilidades que podem parecer bruxaria no século XVIII. | Outlander (1991)          | Caitriona Balfe       |
| James "Jamie" MacKenzie Fraser                  | Jovem ruivo escocês com um passado complicado e um senso de humor desarmante, Jamie é inteligente, de princípios e, pelos padrões do século XVIII, educado. Ele se apaixona por Claire. Ele tem o título de Lorde de Broch Tuarach, a casa dos Fraser. Sua esposa, Claire Fraiser, recebe o título de Lady de Broch Tuarach. | Outlander (1991)          | Sam Heughan           |
| Frank Randall                                   | O marido de Claire no século XX é um professor de história com um profundo interesse em sua genealogia e herança. Ele trabalhou para o MI6 durante a Segunda Guerra Mundial. | Outlander (1991)          | Tobias Menzies        |
| Jonathan Wolverton Randall (Black Jack Randall) | Antepassado de Frank Randall, um oficial do exército britânico. Segundo Jamie Fraser, o "black" se refere à cor de sua alma. Ele tem uma forte semelhança com Frank Randall. | Outlander (1991)          | Tobias Menzies        |
| Murtagh Fitzgibbons Fraser                      | O padrinho de Jamie, muito leal a Jamie e Claire. | Outlander (1991)          | Duncan Lacroix        |
| Colum MacKenzie                                 | O Lorde de Leoch, Colum, é o chefe do clã MacKenzie e o tio materno de Jamie. Colum protege Jamie e Claire dos ingleses. Ele sofre de síndrome de Toulouse-Lautrec. | Outlander (1991)          | Gary Lewis            |
| Dougal MacKenzie                                | O irmão mais novo de Colum jacobita, que lidera o clã em batalha porque seu irmão mais velho é fisicamente deficiente. Ele é o pai biológico do filho de Colum, Hamish, e cuidou de Jamie como filho adotivo por um ano na adolescência. Ele tem quatro filhas e, mais tarde, um filho com Geillis Duncan. | Outlander (1991)          | Graham McTavish       |
| Geillis Duncan (Gillian Edgars)                 | A esposa do procurador fiscal que possui conhecimento do uso de ervas e plantas para a cura. Tendo um caso com Dougal MacKenzie, ela está grávida de seu filho quando é presa por bruxaria. Sua gravidez ganha uma breve suspensão da sentença de morte. Claire descobre que Geillis é uma viajante do tempo da década de 1960. Em 1968, Geillis (cujo nome do século XX é Gillian Edgars) mata seu marido, Greg Edgars, em um ritual de viajar de volta pelas pedras. | Outlander (1991)          | Lotte Verbeek         |
| Roger Wakefield                                 | O filho adotivo do reverendo Wakefield, descende diretamente de Dougal MacKenzie e Geillis Duncan. Quando adulto, ele conhece e se envolve com Brianna. | Outlander (1991)          | Rory Burns (jovem)    |
| Roger Wakefield                                 | O filho adotivo do reverendo Wakefield, descende diretamente de Dougal MacKenzie e Geillis Duncan. Quando adulto, ele conhece e se envolve com Brianna. | Outlander (1991)          | Richard Rankin        |
| Fergus Fraser                                   | Órfão francês chamado Claudel, que Claire e Jamie aceitam, e renomeiam Fergus. | Dragonfly in Amber (1992) | Romann Berrux (jovem) |
| Fergus Fraser                                   | Órfão francês chamado Claudel, que Claire e Jamie aceitam, e renomeiam Fergus. | Dragonfly in Amber (1992) | César Domboy          |
| Lord John Grey                                  | Soldado inglês de dezesseis anos de idade, que corre atrás de Jamie e Claire na véspera da Batalha de Prestonpans. Jamie poupa sua vida, e essa dívida é paga depois que o irmão mais velho de Grey, o Conde de Melton, poupa Jamie da execução após a Batalha de Culloden. Anos depois, o lorde John adulto se torna o governador da prisão de Ardsmuir, onde ele e o prisioneiro Jamie começam uma amizade improvável, mas complicada.                               | Dragonfly in Amber (1992) | Oscar Kennedy (jovem) |
| Lord John Grey                                  | Soldado inglês de dezesseis anos de idade, que corre atrás de Jamie e Claire na véspera da Batalha de Prestonpans. Jamie poupa sua vida, e essa dívida é paga depois que o irmão mais velho de Grey, o Conde de Melton, poupa Jamie da execução após a Batalha de Culloden. Anos depois, o lorde John adulto se torna o governador da prisão de Ardsmuir, onde ele e o prisioneiro Jamie começam uma amizade improvável, mas complicada.                               | Dragonfly in Amber (1992) | David Berry           |
| Brianna "Bree" Randall                          | A filha de Claire e Jamie, criada no século XX em Boston como filha de Frank. | Dragonfly in Amber (1992) | Niamh Elwell (jovem)  |
| Brianna "Bree" Randall                          | A filha de Claire e Jamie, criada no século XX em Boston como filha de Frank. | Dragonfly in Amber (1992) | Sophie Skelton        |
| Brianna "Bree" Randall                          | A filha de Claire e Jamie, criada no século XX em Boston como filha de Frank. | Dragonfly in Amber (1992) | Gemma Fray (jovem)    |
| Ian Fraser Murray ("Jovem Ian")                 | Filho mais novo de Ian Murray e Jenny Fraser. | Voyager (1993)            | John Bell             |
| Marsali MacKimmie Fraser                        | Filha mais velha de Laoghaire MacKenzie e Simon MacKimmie. | Voyager (1993)            | Lauren Lyle           |
| William Ransom, 9º Conde de Ellesmere           | Filho e herdeiro de Lord Ellesmere e Geneva Dunsany, na verdade o pai dele é Jamie Fraser. | Voyager (1993)            | Clark Butler          |
| William Ransom, 9º Conde de Ellesmere           | Filho e herdeiro de Lord Ellesmere e Geneva Dunsany, na verdade o pai dele é Jamie Fraser. | Voyager (1993)            | Oliver Finnegan       |
| Stephen Bonnet                                  | Contrabandista e pirata irlandês que Jamie e Claire encontram. | Drums of Autumn (1996)    | Edward Speleers       |
| Jocasta MacKenzie Cameron                       | Tia de Jamie Fraser, irmã mais nova de Ellen, Colum e Dougal MacKenzie. | Drums of Autumn (1996)    | Maria Doyle Kennedy   |

## Personagens coadjuvantes
Todos os personagens desta lista são do século XX.
| Personagem                  | Descrição | Primeira aparição          | Ator             |
| --------------------------- | --- | -------------------------- | ---------------- |
| Rev. Dr. Reginald Wakefield | Reverendo de Inverness, historiador e genealogista amador. Ele adota o jovem Roger.                                                               | Outlander (1991)           | James Fleet      |
| Sra. Baird                  | Proprietária de um alojamento de acomodação e pequeno-almoço; ela hospeda Claire e Frank em sua segunda lua de mel após a Segunda Guerra Mundial. | Outlander (1991)           | Kathryn Howden   |
| Sra. Graham                 | A governanta druida do reverendo Wakefield, ela prevê o "amor de dois homens" por Claire.                                                         | Outlander (1991)           | Tracey Wilkinson |
| Fiona Graham                | Neta da Sra. Graham. | Dragonfly in Amber (1992)  | Iona Claire      |
| Greg Edgars                 | Marido de Gillian Edgars (Geillis Duncan) em 1968.                                                                                                | Dragonfly in Amber (1992)  | James Robinson   |
| Millie Nelson               | Uma mulher casada com quem Claire faz amizade depois de voltar aos tempos modernos.                                                               | —                          | Kimberley Nixon  |
| Joe Abernathy               | Amigo de Claire da faculdade de medicina. | Voyager (1993)             | Wil Johnson      |
| Sandy Travers               | Amante de longa data de Frank, um professor de Harvard e uma de seus ex-alunos.                                                                   | —                          | Sarah MacRae     |
| Gayle                       | A melhor amiga de Brianna e colega de faculdade.                                                                                                  | Dragonfly in Amber (1992)  | Simona Brown     |
| Rob Cameron                 | Colega de Brianna MacKenzie no Hydro Electric Board do norte da Escócia.                                                                          | An Echo in the Bone (2009) |                  |

### Introduzidos emOutlander(1991)
Todos os personagens desta lista são do século XVIII.
| Personagem                                          | Descrição | Ator                  |
| --------------------------------------------------- | --- | --------------------- |
| Rupert MacKenzie                                    | Um membro leal do clã MacKenzie; Primo em segundo grau de Jamie. | Grant O'Rourke        |
| Angus Mhor                                          | Quando Jamie aceita o castigo de Laoghaire, Mhor o vence. Ele alivia a dor de Colum. O papel é expandido na série de televisão como um amigo próximo de Jamie.                              | Stephen Walters       |
| Janet "Jenny" Fraser Murray                         | A irmã mais velha de Jamie é casada com Ian Murray e eles têm filhos. Ela é tão teimosa quanto seu irmão.                                                                                   | Laura Donnelly        |
| Glenna "Sra. Fitz" Fitzgibbons                      | A governanta de longa data do Castelo Leoch, ela gerencia todas as funções como cozinheira chefe. Ela é a avó de Laoghaire MacKenzie.                                                       | Annette Badland       |
| Laoghaire MacKenzie                                 | Uma jovem de 16 anos que se sente atraída por Jamie. Ela envia Claire para Geillis pouco antes do julgamento das bruxas, porque ela "ama" Jamie e o quer de volta. Ela é neta da sra. Fitz. | Nell Hudson           |
| Letitia MacKenzie                                   | Esposa de Colum, mãe de Hamish. | Aislín McGuckin       |
| Alec McMahon MacKenzie (Auld Alec)                  | O Mestre do Cavalo do Castelo Leoch usa um adesivo no olho que faltava. | Liam Carney           |
| Hamish MacKenzie                                    | O filho e herdeiro de Colum e sua esposa Letitia, que é secretamente filho de Dougal MacKenzie.                                                                                             | Roderick Gilkison     |
| Gwyllyn                                             | Galês e bardo visitante no Castelo Leoch. | Gillebride MacMillan  |
| Arthur Duncan                                       | Procurador fiscal da vila de Cranesmuir e marido de Geillis. | John Sessions         |
| Padre Bain                                          | Um padre de Cranesmuir, que acusa Claire de bruxaria. | Tim McInnerny         |
| Edward "Ned" Gowan                                  | Um advogado de Edimburgo que trabalha para Column e é advogado de Claire em seu julgamento de bruxaria.                                                                                     | Bill Paterson         |
| Corporal Hawkins                                    | Assessor de Jack Randall. | Edmund Digby-Jones    |
| Brian Fraser                                        | O pai de Jamie, que morreu alguns anos antes da chegada de Claire. | Andrew Whipp          |
| Hugh Munro                                          | Um mendigo, que é um mensageiro capaz e amigo de Jamie. | Simon Meacock         |
| Harry                                               | Um desertor de Redcoat que tenta estuprar Claire, mas ela o mata. | James Groom           |
| Horrocks                                            | Um desertor inglês, que sabe a verdade de que Jamie não matou o sargento-mor. | Lochlann Ó Mearáin    |
| Clarence Marylebone, Duque de Sandringham           | Tem uma conexão secreta com Jack Randall e é um jacobita secreto. | Simon Callow          |
| Ian Murray                                          | O marido de Jenny e o amigo de infância de Jamie, ele perdeu a perna abaixo do joelho devido a uma infecção de uma ferida recebida durante uma batalha em Daumier.                          | Steven Cree           |
| Jamie Murray ("Wee Jamie")                          | O filho mais velho de Jenny e Ian, nomeado para seu tio. | Aaron Wright (jovem)  |
| Jamie Murray ("Wee Jamie")                          | O filho mais velho de Jenny e Ian, nomeado para seu tio. | Rhys Lambert          |
| Jamie Murray ("Wee Jamie")                          | O filho mais velho de Jenny e Ian, nomeado para seu tio. | Conor McCarry         |
| Taran MacQuarrie                                    | Líder da Black Watch, uma milícia local na Escócia. | Douglas Henshall      |
| Ronald MacNab                                       | Inquilino bêbado de Lallybroch. | Richard Jack          |
| Mary MacNab                                         | Esposa do Ronald. | Emma Campbell-Jones   |
| Rabbie MacNab                                       | O jovem filho de Ronald e Mary. | Jamie Kennedy (jovem) |
| Rabbie MacNab                                       | O jovem filho de Ronald e Mary. | Stuart Campbell       |
| Sra. Crook                                          | Crook é governanta de Lallybroch. | Margaret Fraser       |
| Margaret "Maggie" Murray                            | O segundo filho de Jenny e Ian e a filha mais velha. | —                     |
| Sir Fletcher Gordon                                 | Governador civil encarregado da prisão de Wentworth. | Frazer Hines          |
| Marley                                              | O capanga de Jack Randall na prisão de Wentworth. | Richard Ashton        |
| Sir Marcus MacRannoch                               | Uma vez admirador da mãe de Jamie, Ellen Mackenzie, ele refugia Claire e Jamie em sua casa, Eldridge Manor. Seu gado é usado para ajudar a libertar Jamie em Wentworth.                     | Brian McCardie        |
| Lady Annabelle MacRannoch                           | A esposa de Marcus, que ajuda Claire a cuidar dos ferimentos de Jamie. | —                     |
| Malcolm Grant                                       | Grant queria um casamento arranjado com a mãe de Jamie, Ellen MacKenzie, e não é mais um aliado dos MacKenzie.                                                                              | —                     |
| Abbot Alexander Fraser                              | Um dos seis tios de Jamie que vive na França. | —                     |
| Francois Anselm Mericoeur d'Armagnac (Padre Anselm) | Um frade franciscano, que faz amizade com Claire e a apresenta à Adoração Perpétua. Ela conta a ele sua verdadeira história.                                                                | Ian Hanmore           |

### Introduzidos emDragonfly in Amber(1992)
Todos os personagens desta lista são do século XVIII.
| Personagem                     | Descrição | Ator                |
| ------------------------------ | --- | ------------------- |
| O Conde de St. Germain         | Nobre francês que rapidamente se torna um inimigo para Claire e Jamie. | Stanley Weber       |
| Jared Fraser                   | O primo de Jamie, um comerciante de vinhos em Paris. | Robert Cavanah      |
| Master Raymond                 | Um farmacêutico com quem Claire faz amizade em Paris. | Dominique Pinon     |
| Príncipe Charles Edward Stuart | Pretendente jacobita ao trono britânico. | Andrew Gower        |
| Louise de Rohan                | Socialite amiga de Claire, que está secretamente tendo um caso com o príncipe Charles. | Claire Sermonne     |
| Mary Hawkins                   | Menina inglesa que fica com o tio em Paris. | Rosie Day           |
| Annalise de Marillac           | A antiga paixão de Jamie. | Margaux Châtelier   |
| Joseph Duverney                | O ministro das finanças do rei. | Marc Duret          |
| Alex Randall                   | O irmão mais novo de Jack Randall. | Laurence Dobiesz    |
| Suzette                        | Empregada doméstica na casa de Jared Fraser em Paris. | Adrienne-Marie Zitt |
| Magnus                         | Mordomo na casa de Jared Fraser em Paris. | Robbie McIntosh     |
| Luís XV da França              | Rei da França. | Lionel Lingelser    |
| Madame Elise                   | Proprietária de um bordel parisiense. | Michèle Belgrand    |
| Madre Hildegarde               | Freira responsável pelo L'Hôpital des Anges. | Frances de la Tour  |
| Irmã Angelique                 | Freira no L'Hôpital des Anges. | Audrey Brisson      |
| Monsieur Foret                 | O carrasco do rei que também trabalha no L'Hôpital des Anges. | Niall Greig Fulton  |
| Jules de Rohan                 | Marido de Louise. | Howard Corlett      |
| Silas Hawkins                  | O tio de Mary Hawkins, um comerciante de vinhos inglês. | Sion Tudor Owen     |
| Albert Danton                  | Homem misterioso que estupra Mary. | Andrea Dolente      |
| Simon Fraser, Lord Lovat       | O avô paterno e abrasivo de Jamie. | Clive Russell       |
| Simon Fraser, Mestre de Lovat  | Filho e herdeiro de Lorde Lovat. | James Parris        |
| Maisri                         | Vidente no emprego de Lord Lovat. | Maureen Beattie     |
| Kincaid                        | Jovem de Lallybroch, que se junta a Jamie na luta por Charles Stuart, mas morre de seus ferimentos após a Batalha de Prestonpans. | Gregor Firth        |
| Ross the Smith                 | Ferreiro de Lallybroch entre aqueles que brigam com Jamie por Charles Stuart. Jamie envia ele e os outros homens para casa, a caminho de Lord Lovat, mas eles são capturados como desertores. Na série de TV, Ross e Kincaid fazem um pacto que inspira Angus no episódio "Prestonpans", mas leva à sua morte. | Scott Kyle          |
| Lord General George Murray     | Comandante-chefe do exército de Charles Stuart. | Julian Wadham       |
| Intendente John O'Sullivan     | Conselheiro de batalha de Charles Stuart em Culloden. | Gerard Horan        |
| Katherine "Kitty" Murray       | A segunda filha de Jenny e Ian. | —                   |

### Introduzidos emVoyager(1993)
Todos os personagens desta lista são do século XVIII.
| Personagem                                                | Descrição | Ator                  |
| --------------------------------------------------------- | --- | --------------------- |
| Harold "Hal" Gray, conde de Melton, duque de Pardloe      | O irmão mais velho de Lord John Grey, coronel do exército britânico.                                                            | Sam Hoare             |
| Coronel Harry Quarry                                      | O antecessor de Lord John como governador da prisão de Ardsmuir.                                                                | Jay Villiers          |
| Duncan Innes                                              | Um dos homens presos em Ardsmuir com Jamie Fraser.                                                                              | Alastair Findlay      |
| Ronnie Sinclair                                           | Um dos homens presos em Ardsmuir com Jamie Fraser.                                                                              | Paul Donnelly         |
| William Dunsany, Visconde Ashness e Barão Derwent         | Nobre homem cujo filho e herdeiro Gordon era amigo de lorde John e morreu em Prestonpans. Mestre da propriedade rural Helwater. | Rupert Vansittart     |
| Louisa Dunsany, Viscondessa de Ashness e Baronesa Derwent | Esposa de Lord Dunsany. | Beth Goddard          |
| Geneva Dunsany                                            | A filha mais velha de lorde Dunsany, mais tarde condessa de Ellesmere.                                                          | Hannah James          |
| Isobel Dunsany                                            | A filha mais nova de lorde Dunsany.                                                                                             | Tanya Reynolds        |
| Ludovic Ransom, 8º Conde de Ellesmere                     | Nobre idoso que se casa com Geneva Dunsany.                                                                                     | James Cameron Stewart |
| Jeffries                                                  | Um cocheiro irlandês empregado por Lord Dunsany.                                                                                | —                     |
| Yi Tien Cho ("Sr. Willoughby")                            | Exílado chinês vivendo em Edimburgo, ao serviço de Jamie.                                                                       | Gary Young            |
| Madame Jeanne                                             | O proprietário do bordel de Edimburgo, cúmplice da operação de contrabando de Jamie.                                            | Cyrielle Debreuil     |
| Dorcas                                                    | Prostituta no bordel de madame Jeanne.                                                                                          | Keira Lucchesi        |
| Peggy                                                     | Prostituta no bordel de madame Jeanne.                                                                                          | Kirsty Strain         |
| Molly                                                     | Prostituta no bordel de madame Jeanne.                                                                                          | Kimberly Sinclair     |
| Geordie                                                   | O aprendiz de Jamie em sua gráfica.                                                                                             | Lorn Macdonald        |
| Sir Percival Turner                                       | Superintendente Aduaneiro do distrito de Edimburgo que ignora o contrabando de Jamie em troca de suborno.                       | Paul Brightwell       |
| Senga                                                     | Uma garçonete que exige que o Sr. Willoughby pague pelo seu tempo.                                                              | Shannon Swan          |
| Pauline                                                   | Uma domestica de bordel | Jane MacFarlane       |
| Reverendo Archibald Campbell                              | Um missionário cuidando de sua irmã.                                                                                            | Mark Hadfield         |
| Margaret Campbell                                         | Irmã mentalmente instável de Archibald.                                                                                         | Alison Pargeter       |
| Harry Tomkins                                             | Um agente aduaneiro contratado por Sir Percival Turner.                                                                         | Ian Reddington        |
| Sr. Haugh                                                 | Um farmacêutico em Edimburgo.                                                                                                   | Gary French           |
| Joan MacKimmie                                            | Filha mais nova de Laoghaire MacKenzie, de Simon MacKimmie.                                                                     | Layla Burns           |
| Janet Murray                                              | A filha mais nova de Jenny e Ian, gêmea de Michael Murray.                                                                      | Cora Tsang            |
| Michael Murray                                            | Jenny e filho de Ian, e gêmeos de Janet.                                                                                        | —                     |
| Capitão Raines                                            | Capitão do Artemis, o navio Claire e Jamie tomam para resgatar o jovem Ian.                                                     | Richard Dillane       |
| Sr. Warren                                                | Mestre de vela do Artemis | Karl Thaning          |
| Manzetti                                                  | Membro da tripulação da Artemis                                                                                                 | Cameron Robertson     |
| Aloysius Murphy                                           | Cozinheiro de navio no Artemis                                                                                                  | Nigel Betts           |
| Thomas Leonard                                            | Capitão dos ingleses do navio Porpoise.                                                                                         | Charlie Hiett         |
| Elias Pound                                               | Marinheiro de marinha na Porpoise que é designado para ajudar Claire.                                                           | Albie Marber          |
| Jones                                                     | Comissário de bordo do Porpoise.                                                                                                | Gustav Gerdener       |
| Joe Howard                                                | Marinheiro do Porpoise que é a fonte do surto de febre tifóide.                                                                 | Nathan Lynn           |
| Annekje Johansen                                          | Esposa do artilheiro do Porpoise, que faz amizade com Claire e a ajuda a escapar do navio.                                      | Chanelle de Jager     |
| Sr. Overholt                                              | Purser of the Porpoise. | Matt Newman           |
| Padre Fogden                                              | Sacerdote desgraçado que mora em Saint Domingue.                                                                                | Nick Fletcher         |
| Mamacita                                                  | A serva do padre Fogden e a mãe de sua falecida esposa Ermenegilda.                                                             | Vivi Lepori           |
| Kenneth MacIver                                           | Supervisor da plantação de Jared Fraser, Blue Mountain House, na Jamaica.                                                       | James McAnerney       |
| Rosie MacIver                                             | Esposa de Kenneth. | Muireann Kelly        |
| Hercules                                                  | O escravo de Geillis, disfarçada de Sra. Abernathy, na Jamaica.                                                                 | Apolinalho Antonio    |
| Atlas                                                     | Gêmeo de Hércules, também um escravo de propriedade de Geillis.                                                                 | Patrick Lavisa        |
| Mayer Rothschild                                          | Um negociante de moedas judeu baseado na figura histórica de mesmo nome.                                                        | —                     |
| Dr. Lawrence Stern                                        | Naturalista que estuda a flora de Hispaniola.                                                                                   | —                     |
| Mina Alcott                                               | Viúva na Jamaica, assassinada no baile dos Governadores.                                                                        | —                     |

### Introduzidos emDrums of Autumn(1996)
Todos os personagens desta lista são do século XVIII.
| Personagem                  | Descrição                                                                              | Ator                     |
| --------------------------- | -------------------------------------------------------------------------------------- | ------------------------ |
| Governador William Tryon    | Governador da Carolina do Norte                                                        | Tim Downie               |
| Eutroclus                   | Homem negro livre que serve no barco Sally Ann .                                       | Leon Herbert             |
| Ulysses                     | Mordomo de escravo de Jocasta.                                                         | Colin McFarlane          |
| Phaedre                     | Escrava da casa de Jocasta.                                                            | Natalie Simpson          |
| Farquard Campbell           | Amigo leal de Jocasta.                                                                 | James Barriscale         |
| Tenente Wolff               | Um oficial naval sênior que serve como contato da Marinha com Jocasta e River Run.     | Lee Boardman             |
| John Quincy Myers           | Um "homem da montanha" do interior da Carolina do Norte.                               | Kyle Rees                |
| Nayawenne                   | Xamã dos Tuscarora e avó do chefe Nacognaweto.                                         | —                        |
| Gerhard Mueller             | Patriarca de uma família alemã que vive perto de Fraser's Ridge.                       | Urs Rechn                |
| Rosewitha Mueller           | Esposa de Gerhard.}                                                                    | Nicola Ransom            |
| Petronella Mueller          | Nora de Gerhard.                                                                       | Marie Hacke              |
| Tommy Mueller               | Filho de Gerhard.                                                                      | David Christopher Roth   |
| Joseph Wemyss               | Servo de Bond para Claire e Jamie Fraser.                                              | Alec Newman              |
| Lizzie Wemyss Beardsley     | Filha de Joseph, servidora de Brianna Randall.                                         | Caitlin O'Ryan           |
| Morag MacKenzie             | A esposa de William Buccleigh MacKenzie e um ancestral direto de Roger MacKenzie.      | Elysia Welch             |
| Gerald Forbes               | Um advogado rico em Cross Creek e o amigo de Jocasta.                                  | Billy Boyd               |
| Nacognaweto                 | Chefe do povo Tuscarora da vila de Anna Ooka, na Carolina do Norte.                    |                          |
| William Buccleigh MacKenzie | Filho de Dougal MacKenzie e Geillis Duncan, criado por William John e Sarah MacKenzie. | Graham McTavish          |
| Germain Fraser              | Filho de Fergus e Marsali Fraser e neto mais velho de Claire e Jamie Fraser.           | Robin Scott              |
| Jeremiah MacKenzie          | Filho de Brianna Fraser e Roger MacKenzie e neto de Claire e Jamie Fraser.             | Andrew and Matthew Adair |

### Introduzidos emThe Fiery Cross(2001)
Todos os personagens desta lista são do século XVIII.
| Personagem          | Descrição                                                                                       | Ator                 |
| ------------------- | ----------------------------------------------------------------------------------------------- | -------------------- |
| Joan Fraser         | Segundo filho e filha mais velha de Fergus e Marsali Fraser.                                    | —                    |
| Aaron Beardsley     | Proprietário do Posto Comercial de Beardsley.                                                   | Christopher Fairbank |
| Fanny Beardsley     | Esposa de Aaron.                                                                                | Bronwyn James        |
| Josiah Beardsley    | Um dos dois gêmeos idênticos órfãos, adquiridos como servos dos Beardsleys.                     | Paul Gorman          |
| Keziah Beardsley    | Um dos dois gêmeos idênticos órfãos, adquiridos como servos dos Beardsleys.                     | Paul Gorman          |
| Isaiah Morton       | Miliciano que persegue Alicia Brown, apesar de já estar casado com uma mulher em Granite Falls. | Jon Tarcy            |
| Alicia Brown        | Um morador de Brownsville que se apaixona por Isaiah Morton.                                    | Anna Burnett         |
| Lionel Brown        | Pai de Alicia.                                                                                  | Ned Dennehy          |
| Richard Brown       | Tio de Alicia.                                                                                  | Chris Larkin         |
| Tom Christie        | Um dos homens presos em Ardsmuir com Jamie Fraser.                                              |                      |
| Allan Christie      | Filho de Tom.                                                                                   |                      |
| Malva Christie      | Filha de Tom                                                                                    |                      |
| Manfred McGillivray | Jovem noivo temporariamente a Lizzie Wemyss.                                                    |                      |
| Ute McGillivray     | Mãe de Manfred, casamenteira compulsiva.                                                        |                      |
| Donald MacDonald    | Escocês que finge ser soldado britânico.                                                        |                      |

### Introduzidos em 'A Breath of Snow and Ashes(2005)
Todos os personagens desta lista são do século XVIII.
| Personagem               | Descrição                                                                                            | Ator |
| ------------------------ | --- | ---- |
| Amanda "Mandy" MacKenzie | Filha de Brianna Fraser e Roger MacKenzie e neta de Claire e Jamie Fraser.                           |      |
| Félicité Fraser          | Terceiro filho de Fergus e Marsali Fraser.                                                           |      |
| Henri-Christian Fraser   | Quarto filho de Fergus e Marsali Fraser, um anão.                                                    |      |
| Jezebel Hatfield Morton  | A esposa Isaiah Morton que foi abandonada em Granite Falls que vem a Cross Creek procurando por ele. |      |

### Introduzidos emAn Echo in the Bone(2009)
Todos os personagens desta lista são do século XVIII.
| Personagem              | Descrição                                                 | Ator |
| ----------------------- | --------------------------------------------------------- | ---- |
| Minerva Wattiswade Grey | Esposa de Harold Grey, Duque de Pardloe, Conde de Melton. |      |
| Adam Grey               | Segundo filho de Harold e Minerva Gray.                   |      |
| Henry Grey              | Terceiro filho de Harold e Minerva Gray.                  |      |
| Dorothea "Dottie" Grey  | Filha de de Harold e Minerva Gray.                        |      |

### Introduzidos emWritten in My Own Heart's Blood(2014)
Todos os personagens desta lista são do século XVIII.
| Personagem    | Descrição                                  | Ator |
| ------------- | ------------------------------------------ | ---- |
| Benjamin Grey | Filho mais velho de Harold e Minerva Gray. |      |

## Personagens na Série de TV
= Elenco principal (creditado) 
     = Elenco recorrente (3 episódios ou mais)
     = Elenco convidado (1 ou 2 episódios)

### Elenco principal
Os seguintes atores foram creditados nos títulos de abertura da série de televisão.
| Ator                  | Personagem                     | Temporada       | Temporada       | Temporada       | Temporada       | Temporada       | Temporada       |
| Ator                  | Personagem                     | 1               | 1               | 2               | 3               | 4               | 5               |
| Ator                  | Personagem                     | Parte 1         | Parte 2         | 2               | 3               | 4               | 5               |
| --------------------- | ------------------------------ | --------------- | --------------- | --------------- | --------------- | --------------- | --------------- |
| Caitriona Balfe       | Claire Beauchamp               | Principal       | Principal       | Principal       | Principal       | Principal       | Principal       |
| Sam Heughan           | James "Jamie" Fraser           | Principal       | Principal       | Principal       | Principal       | Principal       | Principal       |
| Tobias Menzies        | Frank Randall                  | Principal       | Principal       | Principal       | Principal       | Principal       | Does not appear |
| Tobias Menzies        | Jonathan "Black Jack" Randall  | Principal       | Principal       | Principal       | Principal       | Does not appear | Does not appear |
| Graham McTavish       | Dougal MacKenzie               | Principal       | Principal       | Principal       | Does not appear | Does not appear | Does not appear |
| Graham McTavish       | William "Buck" MacKenzie       | Does not appear | Does not appear | Does not appear | Does not appear | Does not appear | Principal       |
| Duncan Lacroix        | Murtagh Fitzgibbons Fraser     | Principal       | Principal       | Principal       | Principal       | Principal       | Principal       |
| Grant O'Rourke        | Rupert MacKenzie               | Main            | Main            | Main            | Main            | Does not appear | Does not appear |
| Stephen Walters       | Angus Mhor                     | Principal       | Principal       | Principal       | Does not appear | Does not appear | Does not appear |
| Gary Lewis            | Colum MacKenzie                | Principal       | Principal       | Principal       | Does not appear | Does not appear | Does not appear |
| Lotte Verbeek         | Geillis Duncan/Gillian Edgars  | Principal       | Principal       | Principal       | Principal       | Does not appear | Does not appear |
| Bill Paterson         | Edward "Ned" Gowan             | Principal       | Principal       | Does not appear | Principal       | Does not appear | Does not appear |
| Simon Callow          | Clarence Marylebone            | Does not appear | Principal       | Principal       | Does not appear | Does not appear | Does not appear |
| Laura Donnelly        | Janet "Jenny" Fraser Murray    | Participação    | Principal       | Principal       | Principal       | Does not appear | Does not appear |
| Douglas Henshall      | Taran MacQuarrie               | Does not appear | Principal       | Does not appear | Does not appear | Does not appear | Does not appear |
| Steven Cree           | Ian Murray                     | Does not appear | Principal       | Principal       | Principal       | Principal       | Does not appear |
| Stanley Weber         | O Conde de St. Germain         | Does not appear | Does not appear | Principal       | Does not appear | Does not appear | Does not appear |
| Andrew Gower          | Príncipe Charles Edward Stuart | Does not appear | Does not appear | Principal       | Principal       | Does not appear | Does not appear |
| Rosie Day             | Mary Hawkins                   | Does not appear | Does not appear | Principal       | Does not appear | Does not appear | Does not appear |
| Dominique Pinon       | Master Raymond                 | Does not appear | Does not appear | Principal       | Does not appear | Does not appear | Does not appear |
| Frances de la Tour    | Madre Hildegarde               | Does not appear | Does not appear | Principal       | Does not appear | Does not appear | Does not appear |
| Nell Hudson           | Laoghaire MacKenzie            | Recorrente      | Recorrente      | Principal       | Principal       | Principal       | Does not appear |
| Clive Russell         | Simon Fraser                   | Does not appear | Does not appear | Principal       | Does not appear | Does not appear | Does not appear |
| Richard Rankin        | Roger Wakefield                | Participação    | Does not appear | Principal       | Principal       | Principal       | Principal       |
| Sophie Skelton        | Brianna Randall                | Does not appear | Does not appear | Principal       | Principal       | Principal       | Principal       |
| David Berry           | Lord John Grey                 | Does not appear | Does not appear | Participação    | Principal       | Principal       | Principal       |
| John Bell             | Ian "Jovem Ian" Fraser Murray  | Does not appear | Does not appear | Does not appear | Principal       | Principal       | Principal       |
| César Domboy          | Claudel "Fergus" Fraser        | Does not appear | Does not appear | Recorrente      | Principal       | Principal       | Principal       |
| Lauren Lyle           | Marsali MacKimmie Fraser       | Does not appear | Does not appear | Does not appear | Principal       | Principal       | Principal       |
| Richard Dillane       | Capitão Raines                 | Does not appear | Does not appear | Does not appear | Principal       | Does not appear | Does not appear |
| Edward Speleers       | Stephen Bonnet                 | Does not appear | Does not appear | Does not appear | Does not appear | Principal       | Principal       |
| Maria Doyle Kennedy   | Jocasta MacKenzie Cameron      | Does not appear | Does not appear | Does not appear | Does not appear | Principal       | Principal       |
| Colin McFarlane       | Ulysses                        | Does not appear | Does not appear | Does not appear | Does not appear | Principal       | Principal       |
| Natalie Simpson       | Phaedre                        | Does not appear | Does not appear | Does not appear | Does not appear | Principal       | Does not appear |
| Tantoo Cardinal       | Adawehi                        | Does not appear | Does not appear | Does not appear | Does not appear | Principal       | Does not appear |
| Caitlin O'Ryan        | Lizzie Wemyss                  | Does not appear | Does not appear | Does not appear | Does not appear | Principal       | Principal       |
| Braeden Clarke        | Kaheroton                      | Does not appear | Does not appear | Does not appear | Does not appear | Principal       | Does not appear |
| Gregory Dominic Odjig | Satehoronies                   | Does not appear | Does not appear | Does not appear | Does not appear | Principal       | Does not appear |
| Billy Boyd            | Gerald Forbes                  | Does not appear | Does not appear | Does not appear | Does not appear | Principal       | Principal       |
| Carmen Moore          | Wahkatiiosta                   | Does not appear | Does not appear | Does not appear | Does not appear | Principal       | Does not appear |
| Tom Jackson           | Tehwahsehwkwe                  | Does not appear | Does not appear | Does not appear | Does not appear | Principal       | Does not appear |
| Yan Tual              | Padre Alexandre Ferigault      | Does not appear | Does not appear | Does not appear | Does not appear | Principal       | Does not appear |
| Sera-Lys McArthur     | Johiehon                       | Does not appear | Does not appear | Does not appear | Does not appear | Principal       | Does not appear |
| Chris Larkin          | Richard Brown                  | Does not appear | Does not appear | Does not appear | Does not appear | Does not appear | Principal       |
| Ned Dennehy           | Lionel Brown                   | Does not appear | Does not appear | Does not appear | Does not appear | Does not appear | Principal       |

### Elenco recorrente
Os seguintes atores foram creditados em pelo menos três episódios dentro de uma temporada da série de televisão.
| Ator                       | Personagem                   | Temporada       | Temporada       | Temporada       | Temporada       | Temporada       | Temporada       |
| Ator                       | Personagem                   | 1               | 1               | 2               | 3               | 4               | 5               |
| Ator                       | Personagem                   | Part 1          | Part 2          | 2               | 3               | 4               | 5               |
| -------------------------- | ---------------------------- | --------------- | --------------- | --------------- | --------------- | --------------- | --------------- |
| James Fleet                | Rev. Dr. Reginald Wakefield  | Recorrente      | Participação    | Participação    | Does not appear | Does not appear | Does not appear |
| Tracey Wilkinson           | Mrs. Graham                  | Participação    | Participação    | Participação    | Does not appear | Does not appear | Does not appear |
| Annette Badland            | Glenna Fitzgibbons           | Recorrente      | Participação    | Does not appear | Does not appear | Does not appear | Does not appear |
| Liam Carney                | Old Alec                     | Participação    | Participação    | Does not appear | Does not appear | Does not appear | Does not appear |
| Aislín McGuckin            | Letitia MacKenzie            | Recorrente      | Participação    | Does not appear | Does not appear | Does not appear | Does not appear |
| Roderick Gilkison          | Hamish MacKenzie             | Recorrente      | Does not appear | Does not appear | Does not appear | Does not appear | Does not appear |
| Daniel Kerr                | Tammas                       | Participação    | Participação    | Does not appear | Does not appear | Does not appear | Does not appear |
| Lucy Hollis                | Jeanie Hume                  | Participação    | Participação    | Does not appear | Does not appear | Does not appear | Does not appear |
| Finn Den Hertog            | Willie                       | Recorrente      | Recorrente      | Does not appear | Does not appear | Does not appear | Does not appear |
| Jim Sweeney                | Andrew MacDonald             | Does not appear | Participação    | Recorrente      | Participação    | Does not appear | Does not appear |
| Douglas Russell            | Lennox                       | Does not appear | Recorrente      | Does not appear | Does not appear | Does not appear | Does not appear |
| Claire Sermonne            | Louise de Rohan              | Does not appear | Does not appear | Recorrente      | Does not appear | Does not appear | Does not appear |
| Marc Duret                 | Joseph Paris Duverney        | Does not appear | Does not appear | Recorrente      | Does not appear | Does not appear | Does not appear |
| Lionel Lingelser           | Rei Luís XV da França        | Does not appear | Does not appear | Recorrente      | Does not appear | Does not appear | Does not appear |
| Laurence Dobiesz           | Alexander Randall            | Does not appear | Does not appear | Recorrente      | Does not appear | Does not appear | Does not appear |
| Michèle Belgrand           | Madame Elise                 | Does not appear | Does not appear | Recorrente      | Does not appear | Does not appear | Does not appear |
| Adrienne-Marie Zitt        | Suzette                      | Does not appear | Does not appear | Recorrente      | Does not appear | Does not appear | Does not appear |
| Robbie McIntosh            | Magnus                       | Does not appear | Does not appear | Recorrente      | Does not appear | Does not appear | Does not appear |
| Marième Diouf              | Delphine                     | Does not appear | Does not appear | Recorrente      | Does not appear | Does not appear | Does not appear |
| Niall Greig Fulton         | Monsieur Forez               | Does not appear | Does not appear | Recorrente      | Does not appear | Does not appear | Does not appear |
| Scott Kyle                 | Ross                         | Does not appear | Does not appear | Recorrente      | Does not appear | Does not appear | Does not appear |
| Gregor Firth               | Kincaid                      | Does not appear | Does not appear | Recorrente      | Does not appear | Does not appear | Does not appear |
| Julian Wadham              | Lord General George Murray   | Does not appear | Does not appear | Recorrente      | Guest           | Does not appear | Does not appear |
| Gerard Horan               | Contramestre John O'Sullivan | Does not appear | Does not appear | Recorrente      | Participação    | Does not appear | Does not appear |
| Iona Claire                | Fiona Graham                 | Does not appear | Does not appear | Participação    | Participação    | Recurring       | Does not appear |
| Wil Johnson                | Dr. Joe Abernathy            | Does not appear | Does not appear | Does not appear | Recorrente      | Does not appear | Participação    |
| Keith Fleming              | Lesley                       | Does not appear | Does not appear | Does not appear | Recorrente      | Participação    | Does not appear |
| James Allenby-Kirk         | Hayes                        | Does not appear | Does not appear | Does not appear | Recorrente      | Participação    | Does not appear |
| Gary Young                 | Yi Tien Cho/Sr. Willoughby   | Does not appear | Does not appear | Does not appear | Recorrente      | Does not appear | Does not appear |
| Mark Hadfield              | Archibald Campbell           | Does not appear | Does not appear | Does not appear | Recorrente      | Does not appear | Does not appear |
| Alison Pargeter            | Margaret Campbell            | Does not appear | Does not appear | Does not appear | Recorrente      | Does not appear | Does not appear |
| Charlie Hiett              | Capitão Thomas Leonard       | Does not appear | Does not appear | Does not appear | Recorrente      | Does not appear | Does not appear |
| Russell Crous              | Second Mate Baxley           | Does not appear | Does not appear | Does not appear | Recorrente      | Does not appear | Does not appear |
| Nic Rasenti                | Hogan                        | Does not appear | Does not appear | Does not appear | Recorrente      | Does not appear | Does not appear |
| Cameron Robertson          | Manzetti                     | Does not appear | Does not appear | Does not appear | Recorrente      | Does not appear | Does not appear |
| Tim Downie                 | Governador William Tryon     | Does not appear | Does not appear | Does not appear | Does not appear | Recorrente      | Recorrente      |
| Grant Stott                | Capitão Freeman              | Does not appear | Does not appear | Does not appear | Does not appear | Recorrente      | Does not appear |
| Leon Herbert               | Eutroclus                    | Does not appear | Does not appear | Does not appear | Does not appear | Recorrente      | Does not appear |
| Kyle Rees                  | John Quincy Myers            | Does not appear | Does not appear | Does not appear | Does not appear | Recorrente      | Recorrente      |
| Martin Donaghy             | Bryan Cranna                 | Does not appear | Does not appear | Does not appear | Does not appear | Recorrente      | Participação    |
| Sarah Collier              | Murdina Bug                  | Does not appear | Does not appear | Does not appear | Does not appear | Does not appear | Recorrente      |
| Hugh Ross                  | Arch Bug                     | Does not appear | Does not appear | Does not appear | Does not appear | Does not appear | Recorrente      |
| Paul Gorman                | Josiah Beardsley             | Does not appear | Does not appear | Does not appear | Does not appear | Does not appear | Recorrente      |
| Paul Gorman                | Keziah Beardsley             | Does not appear | Does not appear | Does not appear | Does not appear | Does not appear | Recorrente      |
| Jon Tarcy                  | Isaiah Morton                | Does not appear | Does not appear | Does not appear | Does not appear | Does not appear | Recorrente      |
| Michael Xavier             | Tenente Hamilton Knox        | Does not appear | Does not appear | Does not appear | Does not appear | Does not appear | Recorrente      |
| Paul Donnelly              | Ronnie Sinclair              | Does not appear | Does not appear | Does not appear | Does not appear | Does not appear | Recorrente      |
| Robin Scott                | Germain Fraser               | Does not appear | Does not appear | Does not appear | Does not appear | Does not appear | Recorrente      |
| Alastair Findlay           | Duncan Innes                 | Does not appear | Does not appear | Does not appear | Does not appear | Does not appear | Recorrente      |
| Gary Lamont                | Evan Lindsay                 | Does not appear | Does not appear | Does not appear | Does not appear | Does not appear | Recorrente      |
| Jack Tarlton               | Kenny Lindsay                | Does not appear | Does not appear | Does not appear | Does not appear | Does not appear | Recorrente      |
| Gilly Gilchrist            | Geordie Chisholm             | Does not appear | Does not appear | Does not appear | Does not appear | Does not appear | Recorrente      |
| Reno Cole                  | Hugh Findlay                 | Does not appear | Does not appear | Does not appear | Does not appear | Does not appear | Recorrente      |
| Francesco Piacentini-Smith | Iain Og Findlay              | Does not appear | Does not appear | Does not appear | Does not appear | Does not appear | Recorrente      |
| Andrew e Matthew Adair     | Jeremiah "Jemmy" MacKenzie   | Does not appear | Does not appear | Does not appear | Does not appear | Does not appear | Recorrente      |

### Elenco convidado
| Actor           | Character                                   | Seasons         | Seasons         | Seasons         | Seasons         | Seasons         | Seasons         |
| Actor           | Character                                   | 1               | 1               | 2               | 3               | 4               | 5               |
| Actor           | Character                                   | Part 1          | Part 2          | 2               | 3               | 4               | 5               |
| --------------- | ------------------------------------------- | --------------- | --------------- | --------------- | --------------- | --------------- | --------------- |
| Tom Brittney    | Tenente Jeremy Foster                       | Participação    | Does not appear | Participação    | Does not appear | Does not appear | Does not appear |
| Simon Meacock   | Hugh Munro                                  | Participação    | Does not appear | Participação    | Does not appear | Does not appear | Does not appear |
| Jamie Kennedy   | Rabbie McNab                                | Does not appear | Participação    | Participação    | Does not appear | Does not appear | Does not appear |
| Stuart Campbell | Rabbie McNab                                | Does not appear | Does not appear | Does not appear | Participação    | Does not appear | Does not appear |
| Aaron Wright    | James "Wee Jamie" Fraser Murray             | Does not appear | Participação    | Does not appear | Does not appear | Does not appear | Does not appear |
| Rhys Lambert    | James "Wee Jamie" Fraser Murray             | Does not appear | Does not appear | Does not appear | Participação    | Does not appear | Does not appear |
| Conor McCarry   | James "Wee Jamie" Fraser Murray             | Does not appear | Does not appear | Does not appear | Participação    | Does not appear | Does not appear |
| Margaret Fraser | Mrs. Crook                                  | Does not appear | Participação    | Participação    | Does not appear | Does not appear | Does not appear |
| Robert Cavanah  | Jared Fraser                                | Does not appear | Does not appear | Participação    | Participação    | Does not appear | Does not appear |
| Clark Butler    | William "Willie" Ransom, Duque de Ellesmere | Does not appear | Does not appear | Does not appear | Participação    | Does not appear | Does not appear |
| Oliver Finnegan | William "Willie" Ransom, Duque de Ellesmere | Does not appear | Does not appear | Does not appear | Does not appear | Participação    | Does not appear |
| Layla Burns     | Joan MacKimmie                              | Does not appear | Does not appear | Does not appear | Participação    | Participação    | Does not appear |
| Chris Donald    | Phillip Wylie                               | Does not appear | Does not appear | Does not appear | Does not appear | Participação    | Participação    |
| Josh Whitelaw   | Ethan MacKinnon                             | Does not appear | Does not appear | Does not appear | Does not appear | Participação    | Participação    |
| Elysia Welch    | Morag MacKenzie                             | Does not appear | Does not appear | Does not appear | Does not appear | Participação    | Participação    |
| Samuel Collings | Edmund Fanning                              | Does not appear | Does not appear | Does not appear | Does not appear | Participação    | Participação    |
| Melanie Gray    | Margaret Wake Tryon                         | Does not appear | Does not appear | Does not appear | Does not appear | Participação    | Participação    |

#### Temporada 1
- Kathryn Howden como Sra. Baird
- Prentis Hancock como tio Cordeiro
- Donald Gillies como William Talbot
- Donald Sinclair como Fingal Duncan
- Kenny Lindsay como Clyde MacKenzie
- David MacKenzie como Kyle
- Artair Donald como Malcolm
- Muireann Kelly como Dolina
- Tim McInnerny como Padre Bain
- Gillebride MacMillan como Gwyllyn, o Bardo
- John Sessions como Arthur Duncan
- Lynsey-Anne Moffat como Sra. Baxter
- David McKay como Niall Drummond
- Nicola Clark como Shona MacNeill
- Bryan Larkin como Geordie
- Diana Gabaldon como Iona MacTavish
- Valerie Edmond como Donalda Gilchrist
- Tam Dean Burn como Alastair
- Mark Kydd como Marcus
- Linda Jane Devlin como Morag
- Belle Jones como Shirley
- Kate Donnelly como Muriel
- Robert Williamson como Torcall Iverson
- Martin Burns como Beathan Young
- John Heffernan como Brigadeiro-General Lord Thomas Thomas
- Ian Dunn como Capitão Yates
- Andrew Whipp como Brian Fraser
- Matthew Steer como tenente Hughes
- Edmund Digby-Jones como cabo Hawkins
- Kevin Mains como Andrew Gow
- Frank Gilhooley como Torin
- Hilary MacLean como Edina
- Rachel McReath como Mairi
- Nina Gilhooly como Isabella
- John Wark como detetive Collins
- Alan McHugh como sargento McKinney
- Olivia Morgan como Sally
- James Groom como Harry
- Nicholas Aaron como Arnold
- Gerry McLaughlin como Constable Boyle
- Lochlann O'Mearain como Horrocks
- Graeme McKnight como Private McGinnis
- James Young como Alexander MacDonald
- Andrew Rothney como Neil MacDonald
- Paul Tinto como Rob MacDonald
- Kern Falconer como Kilgore
- Mark McDonnell como Watt
- Johnny Austin como John Macrae
- Mark Prendergast como Alastair Duffie
- Kim Allan como Robena Donaldson
- Francis Magee como Crenshaw
- Richard Jack como Ronald MacNab
- Matthew Douglas como cabo Dawson
- Richard Cant como Collins
- Paul Charlton como Duncan
- Naomi Neilson como Mabel
- David Leith como Robert
- Martin Brody como Seoirse Ward
- Mark Jeary como o soldado Edward Richards
- Sally Howitt como Kyrie
- Richard Ashton como Marley
- Frazer Hines como Sir Fletcher Gordon
- Brian McCardie como Sir Marcus MacRannoch
- Gary Lind como Absalão
- Ian Hanmore como Padre Anselm
- Sandy Grierson como irmão Paul

#### Temporada 2
- Sandy Welch como Dr. Edwards
- Margaux Châtelier como Annalize de Marillac
- Audrey Brisson como irmã Angelique
- Gaia Weiss como condessa St. Germain
- Howard Corlett como Jules de Rohan
- Siôn Tudor Owen como Silas Hawkins
- Ian Bustard como Vicomte Marigny
- Andrea Dolente como Danton
- Herbert Forthuber como General D'Arbanville
- Paul Lacoux como monsenhor Flèche
- Scarlett Mack como Toinette
- Ilario Calvo como padre Laurentin
- Maureen Beattie como Maisri
- James Parris como Simon Fraser
- Tyler Collins como o soldado Lucas
- Billy Griffin Jr. como Corporal Grant
- Alex Hope como Richard Anderson
- Alice McMillan como Molly Cockburn
- Bridget McCann como Alice McMurdo
- Sarah Higgins como Allina Clerk
- Tom Cox como coronel James Gardner
- Robert Curtis como tenente Barnes
- Brendan Patricks como Capitão Claremont
- Sean Hay como Donald Cameron de Lochiel
- James Robinson como Greg Edgars
- Carol Ann Crawford como Sra. Berrow
- Charles Jamieson como Sr. Berrow

#### Temporada 3
- Sam Hoare como Harold "Hal" Gray, conde de Melton
- Oliver Tilney como tenente Wallace
- Colin Stinton como Dean Jackson
- Kimberley Nixon como Millie Nelson
- Roger Ringrose como Dr. Thorne
- Rory Barraclough como Frederick MacBean
- Ryan Ralph Gerrard como Giles McMartin
- Greg Esplin como Hamish
- Geoff McGivern como Dr. Simms
- Emma Campbell-Jones como Mary MacNab
- Rufus Wright como Capitão Samuel Lewis
- Will Richards como o soldado Jenkins
- Ryan Fletcher como cabo MacGregor
- Martin Delaney como Jerry Nelson
- Jay Villiers como Coronel Harry Quarry
- Martin Docherty como Mackay
- Murray McArthur como Duncan Kerr
- Sarah MacRae como Sandy Travers
- Shane Quigley Murphy como Patrick
- Neil Ashton como Brame Corporal
- Hannah James como Lady Geneva Dunsany
- Tanya Reynolds como Lady Isobel Dunsany
- Rupert Vansittart como Lord William Dunsany
- Beth Goddard como Lady Louisa Dunsany
- James Cameron Stewart como Lord Ellesmere
- Fiona Francis como Lady Grozier
- Greg Powrie como John Burton
- Richard Addison como Sr. Evans
- Ali Craig como Dorsey
- Mitchell Mullen como Dean Tramble
- Douglas Reith como Professor Brown
- Cyrielle Debreuil como Jeanne LeGrand
- Lorn Macdonald como Geordie
- Ian Conningham como Barton
- Paul Brightwell como Sir Percival Turner
- Shannon Swan como Senga
- Jane MacFarlane como Pauline
- Keira Lucchesi como Dorcas
- Kirsty Strain como Peggy
- Kimberly Sinclair como Molly
- Ian Reddington como Harry Tompkins
- Zoe Barker como Brighid
- Gary French como Sr. Haugh
- Robin B. Smith como McDaniel
- Cora Tsang como Janet Murray
- Albie Marber como Elias Pound
- Nigel Betts como Aloysius Murphy
- Karl Thaning como Primeiro Companheiro Warren
- Gustav Gerdener como marinheiro Jones
- Lawrence Joffe como Bernard Cosworth
- Nathan Lynn como Joe Howard
- Chanelle De Jager como Annekje Johansen
- Matt Newman como Sr. Overholt
- Nick Fletcher como Padre Fogden
- Vivi Lepori como Mamacita
- James McAnerney como Kenneth MacIver
- Muireann Kelly como Rosie MacIver
- Apolinhalo Antonio como Hércules
- Joel Rosenblatt como Henry
- Thapelo Sebogodi como Temeraire
- Adrian Collins como Diogo
- Victor Kalambai como Abeeku
- Laudo Liebenberg como Erasmo
- Patrick Lavisa como Atlas
- Brett Williams como Sr. Oliver
- Jessica Walsh como Lucille Oliver
- Nandi Horak como Sra. Oliver

#### Temporada 4
- Rainer Sellien como Baron Penzler
- Ainsley Jordan como Judith Wylie
- Graeme Stirling como o Sr. Stanhope
- Geoffrey Newland como Sr. Lillington
- Peter Collins como sargento Heyns
- James Ringer Beck como soldado Griswold
- James Barriscale como Farquard Campbell
- Craig McGinlay como MacNeill
- Lee Boardman como tenente Wolff
- Brian Ferguson como Lucius Gordon
- Cameron Jack como superintendente Byrnes
- Gerry Kielty como Kyle
- Jerome Holder como Rufus
- Joel Okocha como Thomas
- Mercy Ojelade como Mary
- Ciaron Kelly como Ernie
- Trevor Carroll como Ta'wineonawira "Otter Tooth"
- Colin Michael Carmichael como Peter
- Flint Eagle como Tskili Yona
- Simona Brown como Gayle
- Will Strongheart como Tawodi
- Wesley French como Chefe Nawohali
- Crystle Lightning como Giduhwa
- Urs Rechn como Gerhard Mueller
- Nicola Ransom como Rosewitha Mueller
- David Christopher Roth como Tommy Mueller
- Marie Hacke como Petronella Mueller
- Hilary Lyon como Patty Baird
- Stuart McQuarrie como Tim Baird
- Laura Ferries como Hester
- Samuel Pashby como Danny Graham
- Albert Welling como Pastor Gottfried
- Caoimhe Clough como Isobeail
- Alec Newman como Joseph Wemyss
- Caitlin Ward como Marion
- Edwin Flay como John Gillette
- Simon Harrison como George Washington
- Elizabeth Appleby como Martha Washington
- Nolan Willis como Tom
- Jack Reid como John Frohock
- John Mackie como Malachi Fyke
- Tom Hardwicke como Gotarzes
- Tim Barrow como Vardanes
- Kieran Baker como Lysias
- Andrew McIntosh como Peter
- James MacKenzie como Caleb
- Andrew Steele como juiz Alderdyce
- Stuart McMillan como Capitão McPeters
- Louise Oliver como Miss Forbes
- Maggie Macleod como Sra. Alderdyce
- Tim Chipping como sargento Southworth
- Mat Urey como sargento Scott
- Ryan Havelin como cabo Benton

#### Temporada 5
- Mark Cox como Reverendo Caldwell
- Anita Vettesse como Margaret Chisholm
- Luke Roskell como Lee Withers
- Paul Kennedy como marido de Herman
- Callum Coates como John Evans
- James Doherty como Charles Turnbull
- Andy Apollo como Sr. Marsden
- Nicola Jo Cully como Nonie Farrish
- Paul Cassidy como Leith Farrish
- Carole Anders como Ruth Aberfeldy
- Anja Karmanski como Ute McGillivray
- Bronwyn James como Fanny Beardsley
- Christopher Fairbank como Aaron Beardsley
- Susan Coyle como Joan Findlay
- Anna Burnett como Alicia Brown
- Sarah Belcher como Meg Brown
- Muireann Brown como Lucinda Brown
- Connor McIndoe como Hiram Brown
- Stephen McCole como Graham Menzies
- Stephen Mitchell como padre Beggs
- Samantha Dakin como enfermeira Atwell
- James Gaddas como juiz Martin Atticus
- Stephen Clyde como Robert Barlow
- Clive Hayward como Quincy Arbuckle
- Sharon Young como Sra. Laurence
- Helen McAlpine como Sra. Shepherd
- Christopher Bowen como Hector Cameron
- Rosie Graham como Morna Cameron
- Miles Richardson como Coronel Chadwick
- Matthew Cottle como Hubert Sherston
- Charlotte Asprey como Phoebe Sherston
- Jack Stewart como Charles Morgan
- Thomas Mugglestone como Henry Jones
- Leah Shine como Eppie
- Lorraine McIntosh como Sra. Sylvie
- Peter Warnock como Capitano Howard
- Richard Gadd como Duff
- Megan McGuire como Mabel
- Brennan Martin como Wendigo Donner
- Gerald Tyler como Arvin Hodgepile
- Michael Monroe como Cuddy Brown
- Alexis Rodney como Tebbe
- Calum Barbour como Garrick
- Andrew John Tait como Hanlon
- Hayley Doherty como Rose Brown